# Microtea portoricensis
Microtea portoricensis är en tvåhjärtbladig växtart som beskrevs av Urban. Microtea portoricensis ingår i släktet Microtea och familjen Microteaceae. Inga underarter finns listade i Catalogue of Life.